# Colangia immersa
Colangia immersa är en korallart som beskrevs av Pourtalès 1871. Colangia immersa ingår i släktet Colangia och familjen Caryophylliidae. Inga underarter finns listade i Catalogue of Life.